# Scytl
Scytl Secure Electronic Voting, SA (viết tắt là SCYTL) là nhà cung cấp hệ thống bầu cử điện tử và công nghệ bầu cử của Tây Ban Nha. Được thành lập vào năm 2001 tại Barcelona, các sản phẩm và dịch vụ của công ty được sử dụng trong các cuộc bầu cử và trưng cầu dân ý trên toàn thế giới.
Scytl thuộc sở hữu của Tập đoàn Paragon. Cùng với Dominion Voting Systems, nó là một trong những công ty cung cấp dịch vụ bầu cử lớn nhất.
Sau thất bại của Tổng thống Donald Trump trong Bầu cử tổng thống Hoa Kỳ năm 2020, luật sư Sidney Powell của ông đã lặp lại cáo buộc của One America News Network, Hạ nghị sĩ Louis Gohmert và những người khác rằng kết quả bỏ phiếu chính xác đã được chuyển đến văn phòng Scytl ở Đức, nơi họ được lập bảng để tiết lộ một chiến thắng long trời lở đất cho Trump và một máy chủ của công ty đã bị chiếm giữ trong một cuộc đột kích của Quân đội Hoa Kỳ. Scytl bác bỏ các cáo buộc và Quân đội tuyên bố cáo buộc đột kích là sai. Scytl đã không có bất kỳ văn phòng nào hoạt động tại Đức kể từ tháng 9 năm 2019.